# اندیس هرزه بیل ۱
هرزه بیل ۱ یک اندیس فلزی است که در حوالی شهر رودبار استان گیلان قرار دارد و مادهٔ معدنی موجود در آن، مس است.سنگ میزبان این اندیس ولکانیک است و دیرینگی آن به دوران ائوسن می‌رسد. در این اندیس، پاراژنز‌های کالکوسیت، کلسیت، کوارتز یافت می‌شوند.